# Stazione di Civitanova Marche-Montegranaro
La stazione di Civitanova Marche-Montegranaro è una stazione ferroviaria posta sulla ferrovia Adriatica, e punto di diramazione della linea per Fabriano.
Posta nel centro abitato di Porto Civitanova, la stazione serve i comuni di Civitanova Marche e Montegranaro (a 17 km).

## Storia
La stazione, in origine denominata "Porto Civitanova", fu aperta nel 1863 al completamento del tronco Ancona–Pescara della ferrovia Adriatica.
Nel 1884, con l'apertura del primo tratto della linea per Fabriano, divenne stazione di diramazione.
Nel 1939 assunse la nuova denominazione di "Civitanova Marche", e nel 1949 "Civitanova Marche-Montegranaro".
Fra il 1911 e il 1955, in prossimità della stazione era presente il capolinea della tranvia elettrica di Civitanova, un breve impianto tranviario di collegamento fra la città di Civitanova Alta e la località Porto Civitanova. La linea intersecava a raso la ferrovia adriatica con un passaggio a livello che sorgeva nell'allora via della Posta, in corrispondenza del sottopasso oggi posto presso la radice sud della stazione.